# LPGA Tour 1989
Navigation
Édition précédente Édition suivante
Le LPGA Tour 1989 est la quarantième édition du Ladies Professional Golf Association Tour (LPGA), circuit professionnel féminin de golf, qui se déroule du 13 janvier 1989 au 5 novembre 1989. Axée sur les États-Unis, la LPGA a entrepris la tenue de tournois hors du continent américain ces dernières saisons, ainsi cette saison voit des tournois programmés en Jamaïque, au Canada et au Japon. Cette quarantième édition de ce circuit permet de proposer un certain nombre de tournois professionnels destinés aux femmes en dehors des compétitions amateurs. La volonté de la professionnalisation des golfeuses leur permet désormais de gagner de l'argent en jouant au golf.
Cette saison comporte trente-trois tournois, soit un de moins qu'en 1988, auxquels sont insérées des dotations financières en fonction du résultat de la golfeuse. Quatre de ces tournois sont considérés comme « tournoi majeur » - le Nabisco Dinah Shore, le Championnat de la LPGA, le Classique du Maurier et l'Open américain - et sont considérés comme les plus prestigieux et difficiles à remporter.
L'Américaine Betsy King est désignée « Joueuse de l'année de la LPGA » (« Player of the Year ») pour la seconde fois de sa carrière après 1984 et remporte le classement des gains avec des gains de 654 132 $ en remportant six victoires dont un tournoi majeur : l'Open américain.  Les trois autres tournois majeurs sont remportés par Juli Inkster (Nabisco Dinah Shore), Nancy Lopez  (Championnat de la LPGA) et Tammie Green (Classique du Maurier). Enfin, le « Trophée Vare » récompensant la golfeuse ayant la moyenne de score la plus basse de la saison est également remporté par Beth Daniel pour la première fois de sa carrière.

## Histoire
Pour l'organisation de cette quarantième édition, la majorité des tournois se disputent aux États-Unis mais quatre tournois sont programmés hors des États-Unis. Comme la saison précédente, la LPGA décide d'organiser des tournois hors des frontières des États-Unis avec la tenue de tournois programmés en Jamaïque (pour la première fois), au Canada et au Japon. La majorité des joueuses sont des golfeuses principalement américaines professionnelles et amateures mais la LPGA intègre quelques années des golfeuses étrangères. Le calendrier fait débuter la saison par le Classique de la Jamaïque remporté par Betsy King. Au cours de cette saison, bien que la majorité des tournois ont été remportés par des golfeuses américaines professionnelles, de nombreuses golfeuses non-américaines remportent des tournois : la Japonaise Ayako Okamoto et l'Anglaise Laura Davies.
L'Américaine Betsy King est désignée « Joueuse de l'année de la LPGA » (« Player of the Year ») pour la seconde fois de sa carrière après 1984 et remporte le classement des gains avec des gains de 654 132 $ en remportant six victoires dont un tournoi majeur : l'Open américain.  Les trois autres tournois majeurs sont remportés par Juli Inkster (Nabisco Dinah Shore), Nancy Lopez  (Championnat de la LPGA) et Tammie Green (Classique du Maurier).

## Participantes à la saison LPGA 1989
Les participantes ont deux statuts. Certaines sont devenues professionnelles mais de nombreuses amateures prennent également part aux tournois sans toutefois pouvoir recevoir le montant des gains en raison de leur statut.
| Participantes     | Participantes       | Participantes         | Participantes    | Participantes    |
| Professionnelles  | Professionnelles    | Professionnelles      | Professionnelles | Professionnelles |
| ----------------- | ------------------- | --------------------- | ---------------- | ---------------- |
| Lynn Adams        | Amy Alcott          | Amy Benz              | Nancy Brown      | Beth Daniel      |
| Tina Barrett      | Pat Bradley         | JoAnne Carner         | Dawn Coe         | Janet Coles      |
| Elaine Crosby     | Laura Davies        | Vicki Fergon          | Allison Finney   | Nina Foust       |
| Shirley Furlong   | Lori Garbacz        | Jane Geddes           | Tammie Green     | Christa Johnson  |
| Penny Hammel      | Robin Hood          | Juli Inkster          | Betsy King       | Nancy Lopez      |
| Cathy Marino      | Sara Anne McGetrick | Dottie Mochrie        | Cathy Morse      | Martha Nause     |
| Liselotte Neumann | Ayako Okamoto       | Dottie Pepper         | Kathy Postlewait | Cindy Rarick     |
| Alice Ritzman     | Patti Rizzo         | Jody Rosenthal        | Susan Sanders    | Nancy Scranton   |
| Patty Sheehan     | Val Skinner         | Muffin Spencer-Devlin | Hollis Stacy     | Sherri Turner    |
| Colleen Walker    | Pamela Wright       |                       |                  |                  |

## Classements saison 1989

### Tableau des gains («Money list»)
Le tableau ci-dessous est le classement des golfeuses par gains obtenus sur cette saison 1989. Le classement par gains est remporté par Betsy King avec 654 132 $ remportés.
| Cla. | Golfeuses     | Gains     | Victoires |
| ---- | ------------- | --------- | --------- |
| 1    | Betsy King    | 654 132 $ |           |
| 2    | Beth Daniel   | 504 851 $ |           |
| 3    | Nancy Lopez   | 487 153 $ |           |
| 4    | Pat Bradley   | 418 114 $ |           |
| 5    | Patty Sheehan | 253 605 $ |           |
| 6    | Ayako Okamoto | 203 045 $ |           |
| 7    | Tammie Green  | 201 443 $ |           |
| 8    | Sherri Turner | 198 353 $ |           |
| 9    | Coleen Walker | 197 466 $ |           |
| 10   | Cindy Rarick  | 186 311 $ |           |
| 11   | Jane Geddes   | 185 485 $ |           |
| 12   | Laura Davies  | 181 574 $ |           |
| 13   | Juli Inkster  | 180 848 $ |           |
| 14   | Penny Hammel  | 176 836 $ |           |
| 15   | Alice Ritzman | 176 507 $ |           |

### Trophée Vare («Vare Trophy»)
Le tableau ci-dessous est le classement des golfeuses par scores les plus bas sur cette saison 1989.
| Cla. | Golfeuses   | Moyenne |
| ---- | ----------- | ------- |
| 1    | Beth Daniel |         |